# مدج
مدج محافظة في شمال وسط الصومال.

## أعلام
- حسين محمد فرح عيديد
- محمد عبدي يوسف